# Fatih Arda İpcioğlu
Fatih Arda İpcioğlu [ipdʒ⁠io:l⁠u] (* 28. September 1997 in Erzurum) ist ein türkischer Skispringer.

## Werdegang
İpcioğlu startete am 14. und 15. Juli 2012 im Rahmen zweier Wettbewerbe des FIS Cups in Villach erstmals auf internationaler Ebene. Am 15. März 2014 debütierte er in Nischni Tagil im Continental Cup, wobei er mit Platz 47 die Punkteränge verpasste. Bei den Nordischen Junioren-Skiweltmeisterschaften 2016 im rumänischen Râșnov belegte er den 59. Platz im Einzel.
In der Saison 2016/17 erreichte İpcioğlu auf der heimischen Schanze Kiremitliktepe in Erzurum als erster Türke in der Sportgeschichte Punkte im Skisprung-Continental-Cup. Am 4. und 5. Februar belegte er jeweils den zwölften Rang. Damit gelang ihm zugleich die Qualifikation für die Olympischen Winterspiele 2018. Nach seinem Erfolg im COC nahm er an den Qualifikationen zu den Weltcup-Springen in Lahti und Lillehammer teil. Er konnte sich aber nicht für einen Wettbewerb qualifizieren.
Am 26. und 27. August 2017 debütierte İpcioğlu in Hakuba im Sommer-Grand-Prix. Beim ersten Wettbewerb belegte er den 46. Platz und am Folgetag wurde er disqualifiziert. Im Dezember 2017 startete er als erster Türke bei der Vierschanzentournee 2017/18, schied jedoch in Oberstdorf und Garmisch-Partenkirchen jeweils in der Qualifikation aus.
Im Februar 2018 nahm er als erster türkischer Skispringer an den Olympischen Winterspielen 2018 teil, schied jedoch als 57. und Letzter in der Qualifikation zum Wettbewerb von der Normalschanze aus. Am Folgetag war er Fahnenträger des türkischen Olympiateams bei der Eröffnungsfeier der Winterspiele. Im Einzelwettbewerb auf der Großschanze scheiterte er als 56. ebenfalls in der Qualifikation.
In den Folgejahren ging İpcioğlu regelmäßig im FIS- und Continental Cup an den Start, wobei ihm vereinzelte Punkteplatzierungen gelangen. Beim Sommer-Continental-Cup im rumänischen Râșnov am 21. August 2021 erreichte er mit dem sechsten Rang erstmals in diesem Wettbewerb eine Top-Ten-Platzierung.
Bei den Wettkämpfen in Schtschutschinsk im Rahmen des Skisprung-Grand-Prix 2021 sprang er als 23. und 29. zum ersten Mal in seiner Karriere und als erster türkischer Skispringer überhaupt in die Punkteränge in einer der höchsten Wettkampfklassen (Weltcup und Grand Prix). Beim Saisonauftakt 2021/22 qualifizierte sich İpcioğlu als erster Türke überhaupt für ein Weltcupspringen. Beim ersten Springen der Vierschanzentournee 2021/22 in Oberstdorf erreichte er den zweiten Durchgang und wurde dort 29., womit er als erster Türke Weltcuppunkte sammelte. Bei den Olympischen Winterspielen 2022 in Peking wurde er auf der Normalschanze 36. und von der Großschanze 40.
Im September 2023 wurde er bei einem Skisprung-Grand-Prix Wettkampf in Rasnov der erste türkische Skispringer, der sich bei einem Grand-Prix- oder Weltcup-Wettkampf auf dem Podium platzieren konnte.

## Statistik

### Weltcup-Platzierungen
| Saison  | Platz | Punkte |
| ------- | ----- | ------ |
| 2021/22 | 076.  | 002    |
| 2022/23 | 060.  | 016    |
| 2023/24 | 064.  | 003    |
| 2024/25 | 055.  | 012    |

### Raw-Air-Platzierungen
| Saison | Platz | Punkte |
| ------ | ----- | ------ |
| 2017   | 081.  | 095,4  |
| 2018   | 074.  | 173,3  |
| 2022   | 061.  | 223,5  |
| 2023   | 059.  | 526,2  |
| 2025   | 055.  | 158,9  |

### Grand-Prix-Platzierungen
| Saison | Platz | Punkte |
| ------ | ----- | ------ |
| 2021   | 073.  | 010    |
| 2023   | 015.  | 126    |
| 2024   | 086.  | 002    |

### Continental-Cup-Platzierungen
| Saison  | Platz | Punkte |
| ------- | ----- | ------ |
| 2016/17 | 109.  | 049    |
| 2017/18 | 118.  | 026    |
| 2018/19 | 142.  | 003    |
| 2021/22 | 075.  | 071    |